# Finland op de Olympische Winterspelen 2022
Finland was een van de landen die deelnamen aan de Olympische Winterspelen 2022 in Peking, China.

## Medailleoverzicht
| Sport      | Olympiër(s) | Onderdeel             | Medaille |
| ---------- | --- | --------------------- | -------- |
| Langlaufen | Iivo Niskanen | 15 km klassiek (m)    | Goud     |
| IJshockey  | Miro Aaltonen Marko Anttila Hannes Björninen Valtteri Filppula Niklas Friman Markus Granlund Teemu Hartikainen Juuso Hietanen Valtteri Kemiläinen Joonas Kemppainen Leo Komarov Mikko Lehtonen Petteri Lindbohm Sakari Manninen Saku Mäenalanen Atte Ohtamaa Niko Ojamäki Jussi Olkinuora Iiro Pakarinen Harri Pesonen Ville Pokka Toni Rajala Harri Säteri Frans Tuohimaa Sami Vatanen | Mannen                | Goud     |
| Langlaufen | Iivo Niskanen Joni Mäki | teamsprint (m)        | Zilver   |
| Langlaufen | Kerttu Niskanen | 10 km klassiek (v)    | Zilver   |
| Langlaufen | Iivo Niskanen Joni Mäki | 30 km skiatlon (m)    | Brons    |
| Langlaufen | Krista Pärmäkoski | 10 km klassiek (v)    | Brons    |
| Langlaufen | Kerttu Niskanen | 30 km vrije stijl (v) | Brons    |
| IJshockey  | Sanni Hakala Jenni Hiirikoski Elisa Holopainen Sini Karjalainen Michelle Karvinen Anni Keisala Nelli Laitinen Julia Liikala Eveliina Mäkinen Petra Nieminen Tanja Niskanen Jenniina Nylund Sanni Rautala Meeri Räisänen Ronja Savolainen Sofianna Sundelin Susanna Tapani Noora Tulus Minnamari Tuominen Viivi Vainikka Sanni Vanhanen Emilia Vesa Ella Viitasuo                        | Vrouwen               | Brons    |

## Deelnemers en resultaten
(m) = mannen, (v) = vrouwen 

### Alpineskiën
Mannen
| Naam        | Onderdeel    | 1e run | 1e run | 2e run         | 2e run         | Totaal         | Totaal         |
| Naam        | Onderdeel    | Tijd   | Rang   | Tijd           | Rang           | Tijd           | Rang           |
| ----------- | ------------ | ------ | ------ | -------------- | -------------- | -------------- | -------------- |
| Samu Torsti | Reuzenslalom | DNF    | DNF    | niet geplaatst | niet geplaatst | niet geplaatst | niet geplaatst |

Vrouwen
| Naam             | Onderdeel    | 1e run | 1e run | 2e run         | 2e run         | Totaal         | Totaal         |
| Naam             | Onderdeel    | Tijd   | Rang   | Tijd           | Rang           | Tijd           | Rang           |
| ---------------- | ------------ | ------ | ------ | -------------- | -------------- | -------------- | -------------- |
| Riikka Honkanen  | Reuzenslalom | DNF    | DNF    | niet geplaatst | niet geplaatst | niet geplaatst | niet geplaatst |
| Riikka Honkanen  | Slalom       | 56,33  | 37     | 56,64          | 37             | 1:52,97        | 37             |
| Rosa Pohjolainen | Slalom       | DNF    | DNF    | niet geplaatst | niet geplaatst | niet geplaatst | niet geplaatst |
| Erika Pykäläinen | Reuzenslalom | DNF    | DNF    | niet geplaatst | niet geplaatst | niet geplaatst | niet geplaatst |
| Erika Pykäläinen | Slalom       | DNF    | DNF    | niet geplaatst | niet geplaatst | niet geplaatst | niet geplaatst |

### Biatlon
Mannen
| Naam                                                        | Onderdeel     | Tijd                                      | Missers                                                       | Rang |
| ----------------------------------------------------------- | ------------- | ----------------------------------------- | ------------------------------------------------------------- | ---- |
| Tuomas Harjula                                              | Individueel   | 58:14,9                                   | 4 (1+2+1+0)                                                   | 81   |
| Tuomas Harjula                                              | Sprint        | 28:21,2                                   | 2 (0+2)                                                       | 92   |
| Olli Hiidensalo                                             | Individueel   | 56:45,6                                   | 5 (0+2+0+3)                                                   | 74   |
| Olli Hiidensalo                                             | Sprint        | 26:15,5                                   | 3 (1+2)                                                       | 38   |
| Olli Hiidensalo                                             | Achtervolging | 47:04,9                                   | 8 (5+0+1+2)                                                   | 52   |
| Heikki Laitinen                                             | Individueel   | 55:52,8                                   | 5 (0+2+1+2)                                                   | 66   |
| Heikki Laitinen                                             | Sprint        | 26:41,1                                   | 2 (1+1)                                                       | 54   |
| Heikki Laitinen                                             | Achtervolging | 46:47,2                                   | 6 (1+1+1+3)                                                   | 49   |
| Tero Seppälä                                                | Sprint        | 25:47,5                                   | 3 (1+2)                                                       | 25   |
| Tero Seppälä                                                | Achtervolging | 43:30,2                                   | 7 (1+1+2+3)                                                   | 21   |
| Tero Seppälä                                                | Massastart    | 40:47,1                                   | 5 (1+0+2+2)                                                   | 9    |
| Heikki Laitinen Tero Seppälä Olli Hiidensalo Tuomas Harjula | Estafette     | 1:26:57,7 22:27,8 20:34,7 21:25,2 22:30,0 | 18 (0+3+4+11) 7 (0+2+2+3) 2 (0+0+0+2) 4 (0+1+0+3) 5 (0+0+2+3) | 17   |

Vrouwen
| Naam                                                    | Onderdeel     | Tijd                            | Missers                                     | Rang |
| ------------------------------------------------------- | ------------- | ------------------------------- | ------------------------------------------- | ---- |
| Mari Eder                                               | Individueel   | 48:42,9                         | 3 (1+0+1+1)                                 | 32   |
| Mari Eder                                               | Sprint        | 22:39,8                         | 2 (0+2)                                     | 28   |
| Mari Eder                                               | Achtervolging | 39:15,6                         | 4 (0+1+1+2)                                 | 30   |
| Erika Jänkä                                             | Sprint        | 24:20,9                         | 0                                           | 73   |
| Nastassia Kinnunen                                      | Individueel   | 50:13,5                         | 4 (0+1+2+1)                                 | 51   |
| Nastassia Kinnunen                                      | Sprint        | 24:30,0                         | 3 (1+2)                                     | 75   |
| Suvi Minkkinen                                          | Sprint        | 23:21,7                         | 1 (0+1)                                     | 51   |
| Suvi Minkkinen                                          | Achtervolging | 40:38,0                         | 0                                           | 43   |
| Suvi Minkkinen Mari Eder Erika Jänkä Nastassia Kinnunen | Estafette     | LAP 19:15,2 17:39,3 21:11,6 LAP | 8 (0+3+2+3) 0 (0+0+0+0) 6 (0+1+2+3) 2 (0+2) | 16   |

Gemengd
| Naam                                                  | Onderdeel | Tijd                                      | Missers                                                      | Rang |
| ----------------------------------------------------- | --------- | ----------------------------------------- | ------------------------------------------------------------ | ---- |
| Suvi Minkkinen Mari Eder Tero Seppälä Olli Hiidensalo | Estafette | 1:10:06,7 19:24,1 18:14,2 15:12,5 17:15,9 | 13 (1+6+0+6) 0 (0+0+0+0) 5 (0+2+0+3) 1 (0+1+0+0) 7 (1+3+0+3) | 11   |

### Freestyleskiën
Big air
| Naam         | Onderdeel | Kwalificatie | Kwalificatie | Kwalificatie | Kwalificatie | Kwalificatie | Finale         | Finale         | Finale         | Finale         | Finale         |
| Naam         | Onderdeel | Run 1        | Run 2        | Run 3        | Totaal       | Rang         | Run 1          | Run 2          | Run 3          | Totaal         | Rang           |
| ------------ | --------- | ------------ | ------------ | ------------ | ------------ | ------------ | -------------- | -------------- | -------------- | -------------- | -------------- |
| Simo Peltola | Mannen    | 49,75        | 41,75        | 72,00        | 72,00        | 29           | niet geplaatst | niet geplaatst | niet geplaatst | niet geplaatst | niet geplaatst |
| Anni Kärävä  | Vrouwen   | 82,50        | 52,50        | 62,00        | 144,50       | 12           | 81,00          | 54,00          | 82,50          | 136,50         | 9              |

Halfpipe
| Naam         | Onderdeel | Kwalificatie | Kwalificatie | Kwalificatie | Kwalificatie | Finale         | Finale         | Finale         | Finale         | Finale         |
| Naam         | Onderdeel | Run 1        | Run 2        | Beste        | Rang         | Run 1          | Run 2          | Run 3          | Beste          | Rang           |
| ------------ | --------- | ------------ | ------------ | ------------ | ------------ | -------------- | -------------- | -------------- | -------------- | -------------- |
| Jon Sallinen | Mannen    | 18,00        | 18,50        | 18,50        | 23           | niet geplaatst | niet geplaatst | niet geplaatst | niet geplaatst | niet geplaatst |

Moguls
| Naam           | Onderdeel | Kwalificatie | Kwalificatie | Kwalificatie | Kwalificatie | Kwalificatie | Kwalificatie | Kwalificatie | Kwalificatie | Finale         | Finale         | Finale         | Finale         | Finale         | Finale         | Finale         | Finale         | Finale         | Finale         | Finale         | Finale         |
| Naam           | Onderdeel | Run 1        | Run 1        | Run 1        | Run 1        | Run 2        | Run 2        | Run 2        | Run 2        | Run 1          | Run 1          | Run 1          | Run 1          | Run 2          | Run 2          | Run 2          | Run 2          | Run 3          | Run 3          | Run 3          | Run 3          |
| Naam           | Onderdeel | Tijd         | Score        | Totaal       | Rang         | Tijd         | Score        | Totaal       | Rang         | Tijd           | Score          | Totaal         | Rang           | Tijd           | Score          | Totaal         | Rang           | Tijd           | Score          | Totaal         | Rang           |
| -------------- | --------- | ------------ | ------------ | ------------ | ------------ | ------------ | ------------ | ------------ | ------------ | -------------- | -------------- | -------------- | -------------- | -------------- | -------------- | -------------- | -------------- | -------------- | -------------- | -------------- | -------------- |
| Olli Pentala   | Mannen    | 24,53        | 62,30        | 75.95        | 9            | {{{1}}}      | {{{1}}}      | {{{1}}}      | {{{1}}}      | 24,39          | 58,84          | 74,68          | 19             | niet geplaatst | niet geplaatst | niet geplaatst | niet geplaatst | niet geplaatst | niet geplaatst | niet geplaatst | niet geplaatst |
| Jimi Salonen   | Mannen    | 24,30        | 60,43        | 76,39        | 4            | {{{1}}}      | {{{1}}}      | {{{1}}}      | {{{1}}}      | DNF            | DNF            | DNF            | DNF            | niet geplaatst | niet geplaatst | niet geplaatst | niet geplaatst | niet geplaatst | niet geplaatst | niet geplaatst | niet geplaatst |
| Severi Vierelä | Mannen    | 26,92        | 57,16        | 69,66        | 25           | 25,58        | 54,89        | 69,16        | 18           | niet geplaatst | niet geplaatst | niet geplaatst | niet geplaatst | niet geplaatst | niet geplaatst | niet geplaatst | niet geplaatst | niet geplaatst | niet geplaatst | niet geplaatst | niet geplaatst |

Slopestyle
| Naam         | Onderdeel | Kwalificatie | Kwalificatie | Kwalificatie | Kwalificatie | Finale         | Finale         | Finale         | Finale         | Finale         |
| Naam         | Onderdeel | Run 1        | Run 2        | Beste        | Rang         | Run 1          | Run 2          | Run 3          | Beste          | Rang           |
| ------------ | --------- | ------------ | ------------ | ------------ | ------------ | -------------- | -------------- | -------------- | -------------- | -------------- |
| Simo Peltola | Mannen    | 35,01        | 29,25        | 35,01        | 27           | niet geplaatst | niet geplaatst | niet geplaatst | niet geplaatst | niet geplaatst |
| Anni Kärävä  | Vrouwen   | 55,80        | 61,73        | 61,73        | 15           | niet geplaatst | niet geplaatst | niet geplaatst | niet geplaatst | niet geplaatst |

### IJshockey
| Onderdeel | Groepsfase     | Groepsfase     | Groepsfase     | Groepsfase     | Groepsfase | Play-off       | Kwartfinale    | Halve finale   | Finale / BM    | Finale / BM |
| Onderdeel | Opponent Score | Opponent Score | Opponent Score | Opponent Score | Rang       | Opponent Score | Opponent Score | Opponent Score | Opponent Score | Rang        |
| --------- | -------------- | -------------- | -------------- | -------------- | ---------- | -------------- | -------------- | -------------- | -------------- | ----------- |
| Mannen    | SVK 6-2        | LAT 1-3        | SWE 4-3        | n.v.t.         | 1          | bye            | SUI 5-1        | SLO 2-0        | ROC 2-1        | Goud        |
| Vrouwen   | USA 2-5        | CAN 11-1       | SUI 3-2        | ROC 5-0        | 3          | n.v.t.         | JPN 7-1        | USA 4-1        | SUI 4-0        | Brons       |

Mannen
| Naam | Onderdeel | Resultaat |
| --- | --------- | --------- |
| Miro Aaltonen Marko Anttila Hannes Björninen Valtteri Filppula Niklas Friman Markus Granlund Teemu Hartikainen Juuso Hietanen Valtteri Kemiläinen Joonas Kemppainen Leo Komarov Mikko Lehtonen Petteri Lindbohm Sakari Manninen Saku Mäenalanen Atte Ohtamaa Niko Ojamäki Jussi Olkinuora Iiro Pakarinen Harri Pesonen Ville Pokka Toni Rajala Harri Säteri Frans Tuohimaa Sami Vatanen | Mannen    | Goud      |

Vrouwen
| Naam | Onderdeel | Resultaat |
| --- | --------- | --------- |
| Sanni Hakala Jenni Hiirikoski Elisa Holopainen Sini Karjalainen Michelle Karvinen Anni Keisala Nelli Laitinen Julia Liikala Eveliina Mäkinen Petra Nieminen Tanja Niskanen Jenniina Nylund Sanni Rautala Meeri Räisänen Ronja Savolainen Sofianna Sundelin Susanna Tapani Noora Tulus Minnamari Tuominen Viivi Vainikka Sanni Vanhanen Emilia Vesa Ella Viitasuo | Vrouwen   | Brons     |

### Kunstrijden
| Naam                              | Onderdeel | KK    | KK   | VK     | VK   | Totaal | Totaal |
| Naam                              | Onderdeel | Score | Rang | Score  | Rang | Score  | Rang   |
| --------------------------------- | --------- | ----- | ---- | ------ | ---- | ------ | ------ |
| Jenni Saarinen                    | Vrouwen   | 56,97 | 25   | 96,07  | 25   | 153,04 | 25     |
| Juulia Turkkila Matthias Versluis | IJsdansen | 68,23 | 16   | 105,65 | 15   | 173,88 | 15     |

### Langlaufen
Maximaal vier deelnemers per afstand
Lange afstanden
Mannen
| Naam                                                       | Onderdeel             | Uitslag                                   | Uitslag |
| Naam                                                       | Onderdeel             | Tijd                                      | Rang    |
| ---------------------------------------------------------- | --------------------- | ----------------------------------------- | ------- |
| Ristomatti Hakola                                          | 15 km klassieke stijl | 40:49,6                                   | 28      |
| Perttu Hyvärinen                                           | 15 km klassieke stijl | 39:00,2                                   | 6       |
| Perttu Hyvärinen                                           | 30 km skiatlon        | 1:19:22,4                                 | 7       |
| Perttu Hyvärinen                                           | 50 km vrije stijl     | 1:14:49,5                                 | 19      |
| Remi Lindholm                                              | 15 km klassieke stijl | 41:40,0                                   | 45      |
| Remi Lindholm                                              | 30 km skiatlon        | 1:21:49,4                                 | 25      |
| Remi Lindholm                                              | 50 km vrije stijl     | 1:15:55,6                                 | 28      |
| Iivo Niskanen                                              | 15 km klassieke stijl | 37:54,8                                   | Goud    |
| Iivo Niskanen                                              | 30 km skiatlon        | 1:18:10,0                                 | Brons   |
| Ristomatti Hakola Iivo Niskanen Perttu Hyvärinen Joni Mäki | 4×10 km estafette     | 1:59:28,6 32:02,2 28:53,9 29:08,8 29:23,7 | 6       |

Vrouwen
| Naam                                                              | Onderdeel             | Uitslag                                 | Uitslag |
| Naam                                                              | Onderdeel             | Tijd                                    | Rang    |
| ----------------------------------------------------------------- | --------------------- | --------------------------------------- | ------- |
| Anne Kyllönen                                                     | 10 km klassieke stijl | 29:42,6                                 | 16      |
| Anne Kyllönen                                                     | 15 km skiatlon        | 48:10,0                                 | 22      |
| Anne Kyllönen                                                     | 30 km vrije stijl     | 1:31:41,0                               | 20      |
| Johanna Matintalo                                                 | 10 km klassieke stijl | 29:31,2                                 | 14      |
| Johanna Matintalo                                                 | 15 km skiatlon        | 46:36,5                                 | 12      |
| Johanna Matintalo                                                 | 30 km vrije stijl     | 1:32:01,7                               | 23      |
| Kerttu Niskanen                                                   | 10 km klassieke stijl | 28:06,7                                 | Zilver  |
| Kerttu Niskanen                                                   | 15 km skiatlon        | 44:49,8                                 | 4       |
| Kerttu Niskanen                                                   | 30 km vrije stijl     | 1:27:27,3                               | Brons   |
| Krista Pärmäkoski                                                 | 10 km klassieke stijl | 28:37,8                                 | Brons   |
| Krista Pärmäkoski                                                 | 15 km skiatlon        | 45:12,1                                 | 7       |
| Krista Pärmäkoski                                                 | 30 km vrije stijl     | 1:28:35,0                               | 10      |
| Anne Kyllönen Johanna Matintalo Kerttu Niskanen Krista Pärmäkoski | 4×5 km estafette      | 54:02,2 14:33,9 14:15,0 12:31,1 12:42,2 | 4       |

Sprint
Mannen
| Naam                    | Onderdeel  | Kwalificatie | Kwalificatie | Kwartfinales | Kwartfinales | Halve finales  | Halve finales  | Finale         | Finale         |
| Naam                    | Onderdeel  | Tijd         | Rang         | Tijd         | Rang         | Tijd           | Rang           | Tijd           | Rang           |
| ----------------------- | ---------- | ------------ | ------------ | ------------ | ------------ | -------------- | -------------- | -------------- | -------------- |
| Joni Mäki               | Sprint     | 2:52,83      | 23           | 2:57,59      | 1            | 2:51,10        | 2              | 3:00,18        | 4              |
| Lauri Vuorinen          | Sprint     | 2:50,91      | 11           | 2:54,64      | 3            | niet geplaatst | niet geplaatst | niet geplaatst | niet geplaatst |
| Iivo Niskanen Joni Mäki | Teamsprint | n.v.t.       | n.v.t.       | n.v.t.       | n.v.t.       | 20:17,81       | 3              | 19:25,45       | Zilver         |

Vrouwen
| Naam                              | Onderdeel  | Kwalificatie | Kwalificatie | Kwartfinales | Kwartfinales | Halve finales  | Halve finales  | Finale         | Finale         |
| Naam                              | Onderdeel  | Tijd         | Rang         | Tijd         | Rang         | Tijd           | Rang           | Tijd           | Rang           |
| --------------------------------- | ---------- | ------------ | ------------ | ------------ | ------------ | -------------- | -------------- | -------------- | -------------- |
| Jasmi Joensuu                     | Sprint     | 3:21,05      | 18           | 3:54,68      | 6            | niet geplaatst | niet geplaatst | niet geplaatst | niet geplaatst |
| Jasmin Kähärä                     | Sprint     | 3:20,43      | 13           | 3:30,52      | 6            | niet geplaatst | niet geplaatst | niet geplaatst | niet geplaatst |
| Katri Lylynperä                   | Sprint     | 3:22,62      | 24           | 3:24,29      | 5            | niet geplaatst | niet geplaatst | niet geplaatst | niet geplaatst |
| Kerttu Niskanen Krista Pärmäkoski | Teamsprint | n.v.t.       | n.v.t.       | n.v.t.       | n.v.t.       | 23:00,82       | 2              | 22:13,71       | 4              |

### Noordse combinatie
Maximaal vier deelnemers per onderdeel
| Naam                                                    | Onderdeel                  | Schansspringen          | Schansspringen             | Schansspringen | Langlaufen                              | Langlaufen | Totaal  | Totaal |
| Naam                                                    | Onderdeel                  | Afstand                 | Punten                     | Rang           | Tijd                                    | Rang       | Tijd    | Rang   |
| ------------------------------------------------------- | -------------------------- | ----------------------- | -------------------------- | -------------- | --------------------------------------- | ---------- | ------- | ------ |
| Ilkka Herola                                            | Normale schans + 10 km     | 100,0                   | 115,7                      | 8              | 24:24,1                                 | 4          | 25:33,1 | 6      |
| Ilkka Herola                                            | Grote schans + 10 km       | 117,5                   | 95,9                       | 25             | 26:02,1                                 | 7          | 28:58,1 | 16     |
| Eero Hirvonen                                           | Normale schans + 10 km     | 93,0                    | 104,1                      | 19             | 25:06,3                                 | 15         | 27:02,3 | 17     |
| Eero Hirvonen                                           | Grote schans + 10 km       | 123,0                   | 94,6                       | 26             | 26:16,3                                 | 9          | 29:17,3 | 20     |
| Arttu Mäkiaho                                           | Normale schans + 10 km     | 95,5                    | 95,1                       | 27             | 25:14,3                                 | 19         | 27:46,3 | 23     |
| Arttu Mäkiaho                                           | Grote schans + 10 km       | 121,0                   | 87,9                       | 28             | 26:21,0                                 | 12         | 29:49,0 | 24     |
| Otto Niittykoski                                        | Grote schans + 10 km       | 118,0                   | 79,2                       | 37             | 28:00,3                                 | 38         | 32:02,3 | 37     |
| Perttu Reponen                                          | Normale schans + 10 km     | 90,0                    | 94,2                       | 28             | 25:09,7                                 | 18         | 27:44,7 | 22     |
| Ilkka Herola Arttu Mäkiaho Eero Hirvonen Perttu Reponen | Team grote schans + 4×5 km | 118,0 116,5 123,5 123,0 | 385,1 94,7 87,6 104,1 98,7 | 8              | 51:24,1 12:35,5 12:51,3 12:41,2 13:16,1 | 3          | 53:24,1 | 8      |

### Schansspringen
Mannen
| Naam        | Onderdeel      | Kwalificatie | Kwalificatie | Kwalificatie | Eerste ronde | Eerste ronde | Eerste ronde | Finaleronde | Finaleronde | Finaleronde | Totaal | Totaal |
| Naam        | Onderdeel      | Afstand      | Score        | Rang         | Afstand      | Score        | Rang         | Afstand     | Score       | Rang        | Score  | Rang   |
| ----------- | -------------- | ------------ | ------------ | ------------ | ------------ | ------------ | ------------ | ----------- | ----------- | ----------- | ------ | ------ |
| Antti Aalto | Normale schans | 98,5         | 105,0        | 8            | 101,5        | 130,5        | 10           | 99,5        | 125,6       | 9           | 256,1  | 12     |
| Antti Aalto | Grote schans   | 126,5        | 123,0        | 7            | 131,0        | 124,3        | 24           | 134,0       | 132,9       | 13          | 257,2  | 17     |

Vrouwen
| Naam             | Onderdeel      | Eerste ronde | Eerste ronde | Eerste ronde | Finaleronde    | Finaleronde    | Finaleronde    | Totaal         | Totaal         |
| Naam             | Onderdeel      | Afstand      | Score        | Rang         | Afstand        | Score          | Rang           | Score          | Rang           |
| ---------------- | -------------- | ------------ | ------------ | ------------ | -------------- | -------------- | -------------- | -------------- | -------------- |
| Julia Kykkänen   | Normale schans | 82,5         | 72,6         | 25           | 75,0           | 67,5           | 26             | 140,1          | 27             |
| Jenny Rautionaho | Normale schans | 66,5         | 48,5         | 32           | niet geplaatst | niet geplaatst | niet geplaatst | niet geplaatst | niet geplaatst |

### Snowboarden
Big air
| Naam             | Onderdeel | Kwalificatie | Kwalificatie | Kwalificatie | Kwalificatie | Kwalificatie | Finale         | Finale         | Finale         | Finale         | Finale         |
| Naam             | Onderdeel | Sprong 1     | Sprong 2     | Sprong 3     | Totaal       | Rang         | Sprong 1       | Sprong 2       | Sprong 3       | Totaal         | Rang           |
| ---------------- | --------- | ------------ | ------------ | ------------ | ------------ | ------------ | -------------- | -------------- | -------------- | -------------- | -------------- |
| Kalle Jarvilehto | Mannen    | 22,75        | 85,75        | 22,00        | 107,75       | 18           | niet geplaatst | niet geplaatst | niet geplaatst | niet geplaatst | niet geplaatst |
| Carola Niemelä   | Vrouwen   | 12,75        | 58,50        | 42,25        | 100,75       | 20           | niet geplaatst | niet geplaatst | niet geplaatst | niet geplaatst | niet geplaatst |
| Rene Rinnekangas | Mannen    | 78,75        | 12,25        | 60,75        | 139,50       | 13           | niet geplaatst | niet geplaatst | niet geplaatst | niet geplaatst | niet geplaatst |
| Enni Rukajärvi   | Vrouwen   | 25,75        | 17,25        | 63,50        | 89,25        | 22           | niet geplaatst | niet geplaatst | niet geplaatst | niet geplaatst | niet geplaatst |

Slopestyle
| Naam             | Onderdeel | Kwalificatie | Kwalificatie | Kwalificatie | Kwalificatie | Finale         | Finale         | Finale         | Finale         | Finale         |
| Naam             | Onderdeel | Run 1        | Run 2        | Beste        | Rang         | Run 1          | Run 2          | Run 3          | Beste          | Rang           |
| ---------------- | --------- | ------------ | ------------ | ------------ | ------------ | -------------- | -------------- | -------------- | -------------- | -------------- |
| Kalle Jarvilehto | Mannen    | 15,06        | 28,73        | 28,73        | 28           | niet geplaatst | niet geplaatst | niet geplaatst | niet geplaatst | niet geplaatst |
| Carola Niemelä   | Vrouwen   | 22,36        | 38,43        | 38,43        | 21           | niet geplaatst | niet geplaatst | niet geplaatst | niet geplaatst | niet geplaatst |
| Rene Rinnekangas | Mannen    | 67,10        | 60,10        | 67,10        | 13           | niet geplaatst | niet geplaatst | niet geplaatst | niet geplaatst | niet geplaatst |
| Enni Rukajärvi   | Vrouwen   | 66,75        | 78,83        | 78,83        | 3            | 30,51          | 71,45          | 23,43          | 71,45          | 7              |